# Toupamaros (handball)
Les Toupamaros  est un club ivoirien de handball basé à Yopougon, un quartier d'Abidjan.

## Joueuses et anciennes joueuses
- Paula Gondo
- Mambo Eulodie
- Julie Toualy
- Kregbo Nathalie
- Chadon Yapi Cha
- Kevin Franck GUILAHOUX